# Jüdischer Friedhof (Weißenthurm)

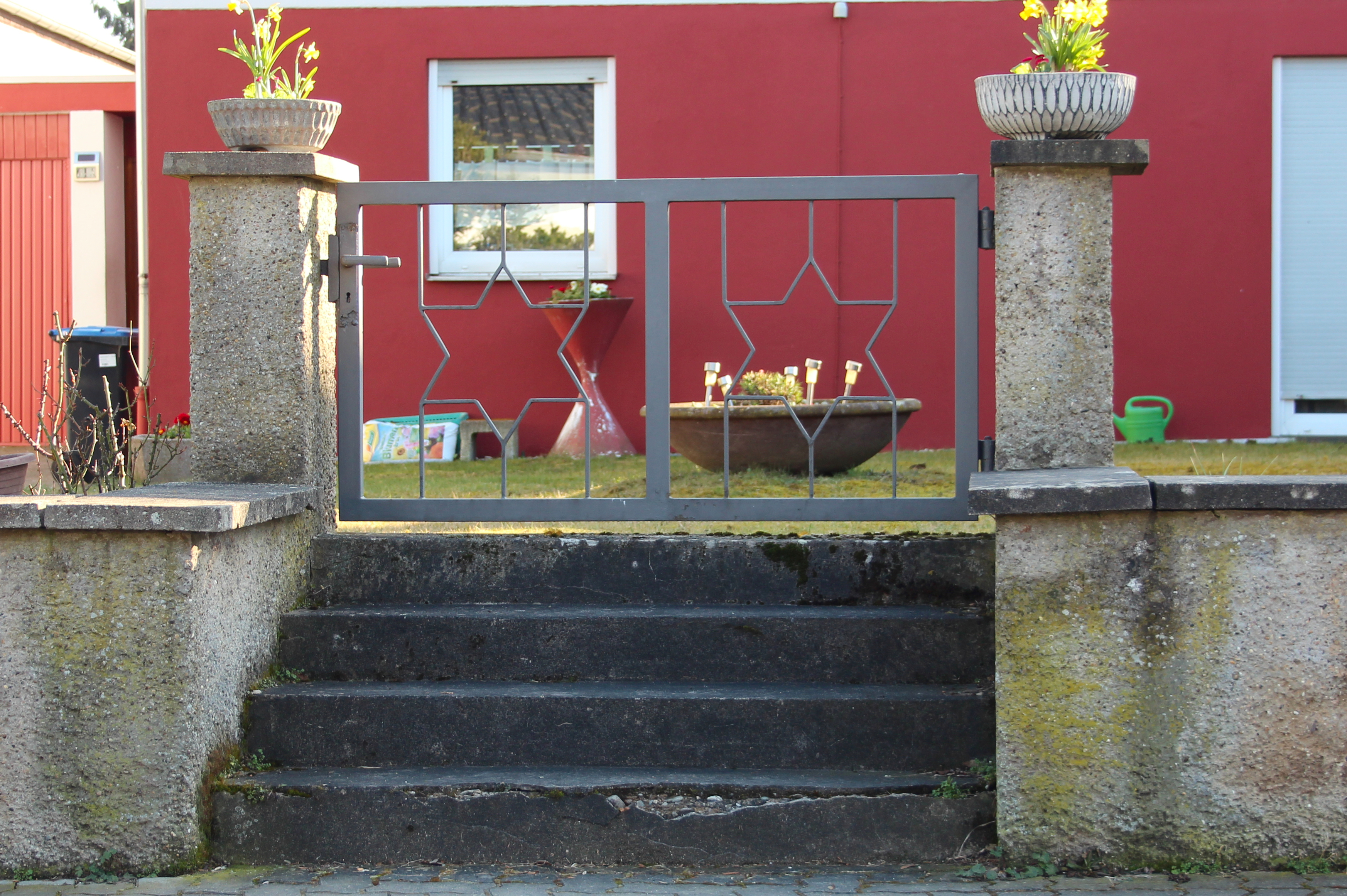
Der ehemalige jüdische Friedhof Weißenthurm

Der jüdische Friedhof Weißenthurm war ein jüdischer Friedhof in Weißenthurm, einer Ortsgemeinde im Landkreis Mayen-Koblenz im Norden von Rheinland-Pfalz.

## Geschichte
Der Judenfriedhof von Weißenthurm lag etwa 600 m südwestlich des Ortskerns am Ende der Straße Saffiger Straße bei Nr. 61 und hatte die Maße 14,2 × 9,4 m. Er entstand von 1881 bis 1883, die letzte Beisetzung fand wahrscheinlich 1934 statt. Zerstört wurde der Friedhof noch während der Zeit des Nationalsozialismus oder kurz nach 1945. Das heute noch vorhandene Eingangstor mit zwei Davidsternen entstand nach 1945. Das heute als Grünfläche ohne Grabsteine bestehende Areal ist ein geschütztes Kulturdenkmal.